# Bree (Belgia)
Bree (fr. Brée) – miasto w Belgii, w Regionie Flamandzkim, w prowincji Limburgia, w okręgu Maaseik. 1 stycznia 2024 liczyło 16 967 mieszkańców na powierzchni 64,98 km². Leży przy granicy z Niderlandami.

## Podział administracyjny
W skład gminy wchodzą cztery dzielnice (deelgemeente):
- Beek
- Gerdingen
- Opitter
- Tongerlo

## Osoby

### urodzone w Bree
- Bryan Heynen, piłkarz

## Współpraca
Miejscowości partnerskie:
- Geldern, Niemcy
- Salomó, Hiszpania
- Volpago del Montello, Włochy
- Yangzhou, Chiny